# Landa (Turquie)
Pour les articles homonymes, voir Landa.

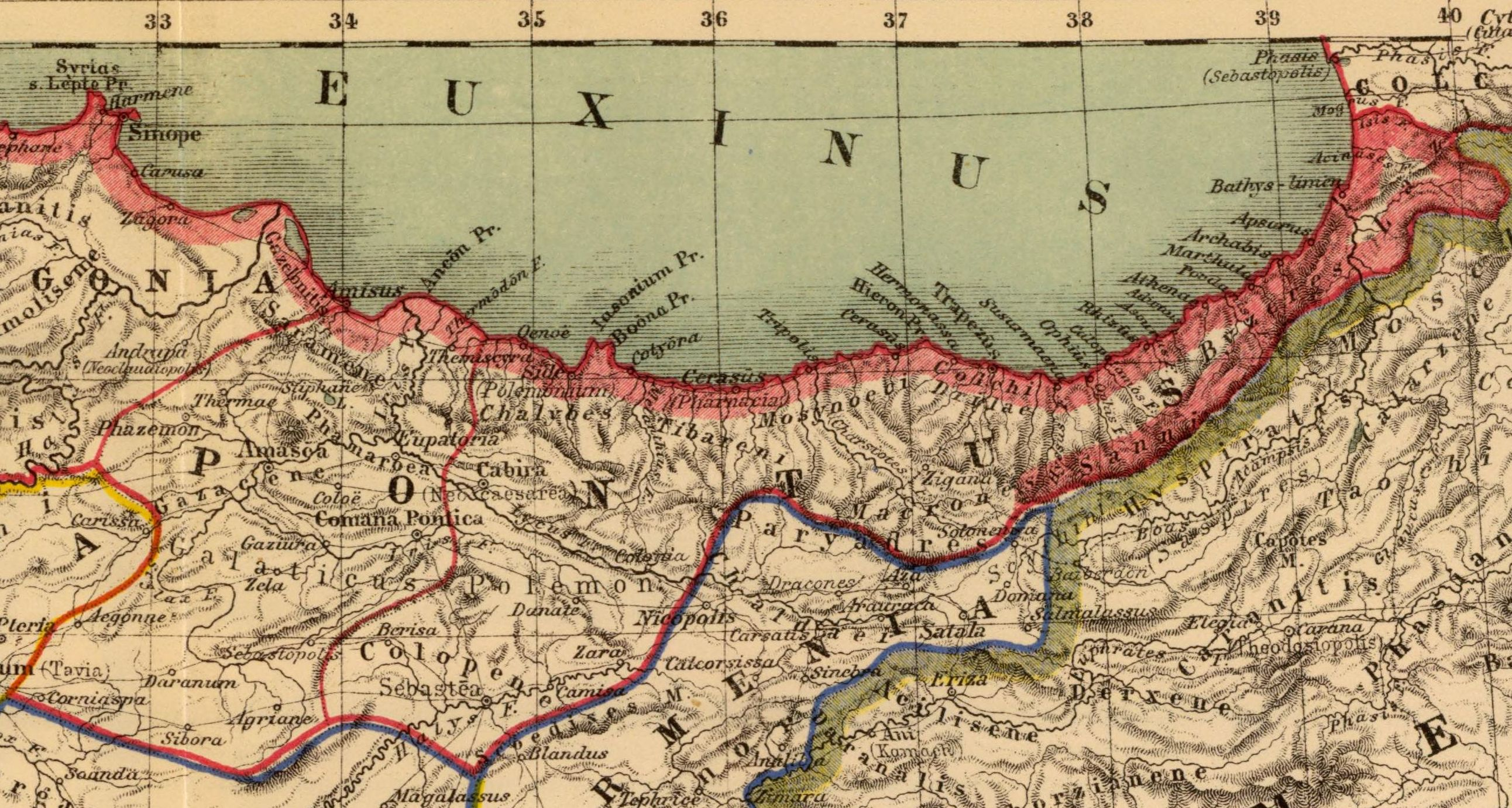
Carte de la région pontique avec la ville de Zela (Zile) près de Comana du Pont, carte par Heinrich Kiepert, 1903.

Landa est une ancienne ville hittite, située dans la Turquie actuelle
On sait relativement peu de choses à son sujet. Elle fait partie des villes conquises par Labarna, fondateur de la monarchie hittite (vers 1680-1650 av.J.C.) :
« Partout où il marcha en bataille, il détruisit les pays et les réduisit à l'impuissance, et il étendit ses frontières jusqu'à la mer. Et quand il revint des batailles, ses fils allèrent chacun dans une partie des pays, à Hupisna, Tuwanuwa, Nenassa, Landa, Zallara, Parsuhanda et Lusna, et ils gouvernèrent le pays, et les grandes villes de la contrée leur furent assignées. »
Elle se trouvait en bordure du noyau central de l'empire hittite : la même inscription du roi Télipinu dit que « le royaume était petit » à cette époque. Comme plusieurs autres cités, elle est saccagée par les Gasgas pendant leur grand raid sous le règne d'Hattusili III (vers 1265-1238 av. J.C.). Selon Garstang et Gurney, elle pourrait correspondre à Zela, l'actuelle Zile dans la province de Tokat, sur la grande route est-ouest. D'autres auteurs la situent à l'emplacement de la ville actuelle de Karaman.
On y célébrait le culte de la déesse louvite Kuniyawanni, parfois appelée Belat, la « Dame de Landa ».